# Cabo Horn
O cabo Horn é o ponto mais meridional da América do Sul, excluídas as Ilhas Geórgia do Sul e Sandwich do Sul e as Ilhas Diego Ramírez. Encontra-se na Ilha de Hornos, no arquipélago da Terra do Fogo, na porção pertencente ao Chile. Dos grandes cabos, é o que se encontra mais ao sul e compõe a parte norte do estreito de Drake. Até a abertura do canal do Panamá, era passagem obrigatória da rota dos navios que viajavam ao redor do globo, indo para a costa oeste dos Estados Unidos, China, Índia e toda a Ásia. cabo Hornier é o nome que é dado ao marinheiro e à embarcação que passa o Cabo Horn.
As condições de navegação ao redor do cabo costumam ser particularmente severas, com fortes ventos, constituindo um marco para navegantes de todos os tipos, até nos dias atuais. Várias regatas de veleiros de oceano, como a Volvo Ocean Race, antiga Whitbread Round the World Race, velejam ao redor do globo passando pelo Cabo Horn.

## História
Em 1525, o navio San Lesmes comandado por Francisco de Hoces, membro da expedição de García Jofre de Loaísa foi empurrado para sul por um vendaval frente ao estreito de Magalhães e chegou a 56 ° S, onde pensaram ver "o fim da terra".
Seu nome vem da cidade holandesa de Hoorn, patrocinadora de dois navios enviados pela Companhia das Índias Ocidentais no início do século XVII, capitaneados pelo navegador Jacob le Maire com o navegador Willem Schouten, para investigar a hipótese levantada por Francis Drake da existência de uma passagem meridional da América para a Ásia e Índia, que romperia o monopólio do comércio de especiarias pelos portugueses pelo cabo da Boa Esperança, no sul da África. Em janeiro de 1616, eles transpuseram o cabo pela primeira vez, sob violenta tempestade.

## Geografia e clima
O Cabo Horn é o ponto mais ao sul da América do Sul e pertence ao Chile, suas coordenadas são 55° 58′ 48″ S, 67° 17′ 21″ O, no final da Terra do Fogo, na ilha de Hornos. Ele é ainda o limite norte do estreito de Drake, entre a América e a Antártida. É também o divisor dos oceanos Pacífico e Atlântico. Os outros pontos extremos da América do Sul são: ao norte a Punta Gallinas, na Colômbia, ao leste a Ponta do Seixas, no Brasil, e a oeste a Punta Pariñas, no Peru.
O clima na região geralmente é muito frio, com temperaturas médias de 5 °C. Os ventos são de 30 km/h em média, com picos comuns de 100 km/h. As condições locais são muito rudes, principalmente no inverno.

## A viagem do Beagle
Muitos escreveram sobre a passagem do cabo Horn, mas ninguém mais famoso que Charles Darwin no livro sobre A Viagem do Beagle de 1832, relato de sua expedição que resultou na publicação de A Origem das Espécies.

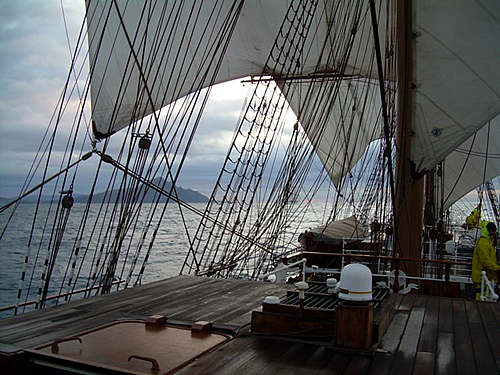
NVe Cisne Branco da Marinha do Brasil em sua  passagem pelo Cabo Horn, 2010.
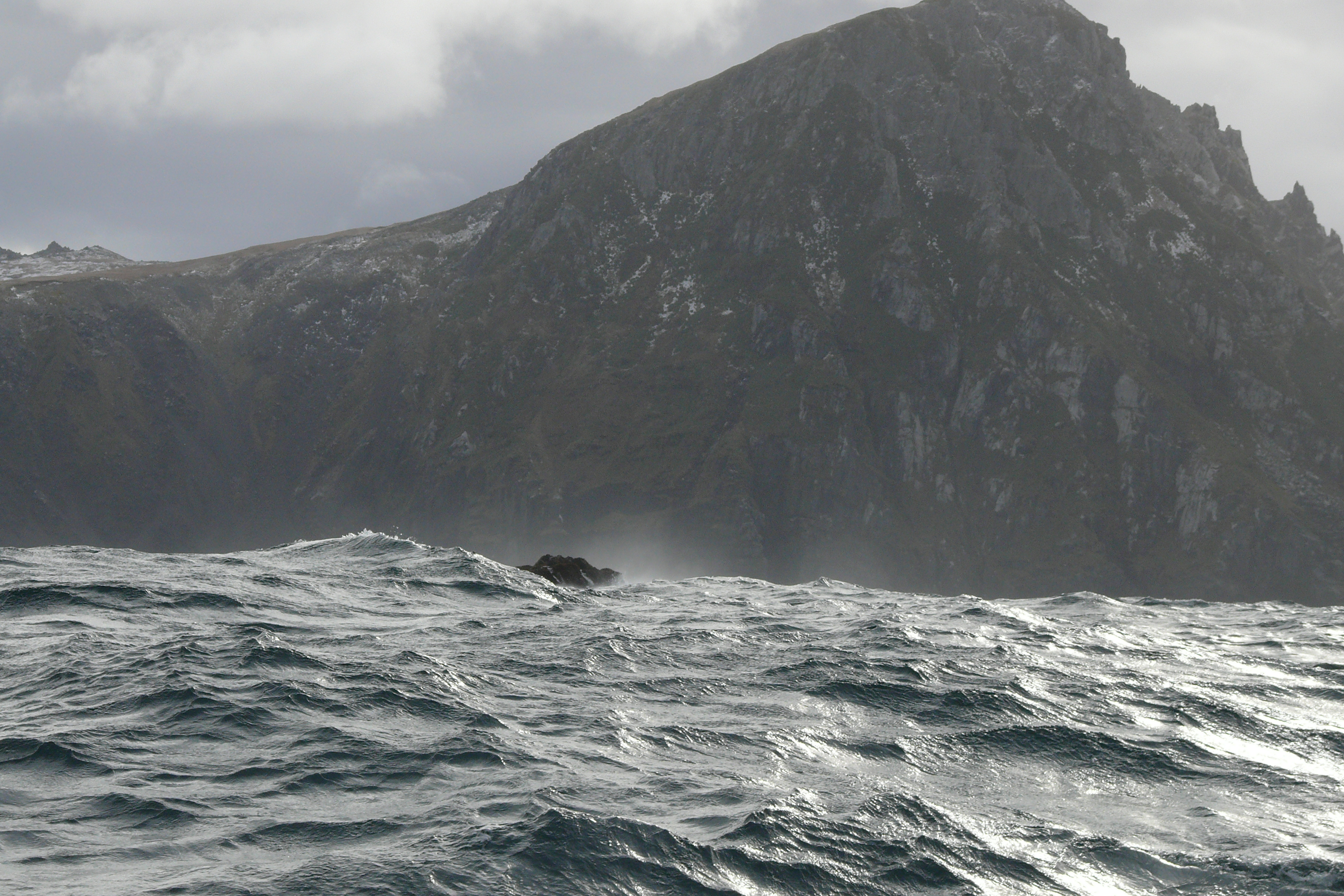
Cabo Horn fotografado a bordo do veleiro "Tari II" por Ingo Kühl em 25 de outubro de 2009.
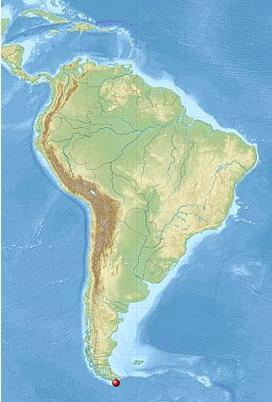
Localização na América do Sul